# Bruno Duarte
Bruno Ezequiel Duarte (n. Federal, Argentina; 20 de junio de 1995) es un futbolista argentino. Juega de defensa y su equipo actual es Deportivo Cuenca de la Serie A de Ecuador.

## Trayectoria

### Inicios
Sus primeros pasos en el futbol fue en el Club Social y Deportivo Las Malvinas, ubicado en barrio Campo de Mayo de su ciudad natal. El mismo club que lo vio crecer como persona y futbolista.
Duarte comenzó en las divisiones juveniles de Patronato de Paraná, fue convocado a algunos partidos de la Liga Profesional pero no llegó a disputar minutos con el primer equipo. En 2019 fue cedido a préstamo al Club Tristán Suárez de la Primera B Nacional, debutó con el primer equipo el 3 de agosto de 2019 en la victoria 4-1 frente a Talleres de Remedios de Escalada. En la temporada 2021 disputó 28 partidos y anotó dos goles ratificándose en el rol titular de su equipo. Su primer gol fue el 21 de octubre de 2019 en la victoria de visitante 0-3 ante JJ Urquiza.

### Deportivo Cuenca
El 7 de febrero de 2022 fue anunciado en Deportivo Cuenca de la Serie A de Ecuador en calidad de préstamo por una temporada. Tras su buen rendimiento fue renovado por dos años por parte del equipo cuencano. En julio de 2023 fue cedido a préstamo con opción de compra por una temporada al Panetolikos de Grecia.

## Estadísticas

### Clubes
Actualizado al último partido disputado el 1 de diciembre de 2024.
| Club                       | Temporada     | Liga          | Liga  | Liga  | Copas nacionales | Copas nacionales | Copas internacionales | Copas internacionales | Total | Total |
| Club                       | Temporada     | Div.          | Part. | Goles | Part.            | Goles            | Part.                 | Goles                 | Part. | Goles |
| -------------------------- | ------------- | ------------- | ----- | ----- | ---------------- | ---------------- | --------------------- | --------------------- | ----- | ----- |
| Patronato (P) Argentina    | 2018-19       | 1.ª           | 0     | 0     | 0                | 0                | Inexistentes          | Inexistentes          | 0     | 0     |
| Patronato (P) Argentina    | Total club    | Total club    | 0     | 0     | 0                | 0                | 0                     | 0                     | 0     | 0     |
| Tristán Suárez Argentina   | 2019-20       | 2.ª           | 32    | 1     | 0                | 0                | Inexistentes          | Inexistentes          | 32    | 1     |
| Tristán Suárez Argentina   | 2021          | 2.ª           | 28    | 2     | 0                | 0                | Inexistentes          | Inexistentes          | 28    | 2     |
| Tristán Suárez Argentina   | Total club    | Total club    | 60    | 3     | 0                | 0                | 0                     | 0                     | 60    | 3     |
| Deportivo Cuenca · Ecuador | 2022          | 1.ª           | 27    | 2     | 1                | 0                | 0                     | 0                     | 28    | 2     |
| Deportivo Cuenca · Ecuador | 2023          | 1.ª           | 14    | 1     | 0                | 0                | 1                     | 0                     | 15    | 1     |
| Panetolikos · Grecia       | 2023-24       | 1.ª           | 15    | 2     | 2                | 0                | —                     | —                     | 17    | 2     |
| Panetolikos · Grecia       | Total club    | Total club    | 15    | 2     | 2                | 0                | 0                     | 0                     | 17    | 2     |
| Deportivo Cuenca · Ecuador | 2024          | 1.ª           | 9     | 0     | 1                | 0                | 0                     | 0                     | 10    | 0     |
| Deportivo Cuenca · Ecuador | Total club    | Total club    | 50    | 3     | 2                | 0                | 1                     | 0                     | 53    | 3     |
| Total carrera              | Total carrera | Total carrera | 125   | 8     | 4                | 0                | 1                     | 0                     | 130   | 8     |
| 1. 2.                      |               |               |       |       |                  |                  |                       |                       |       |       |